# Grange-la-Battiaz

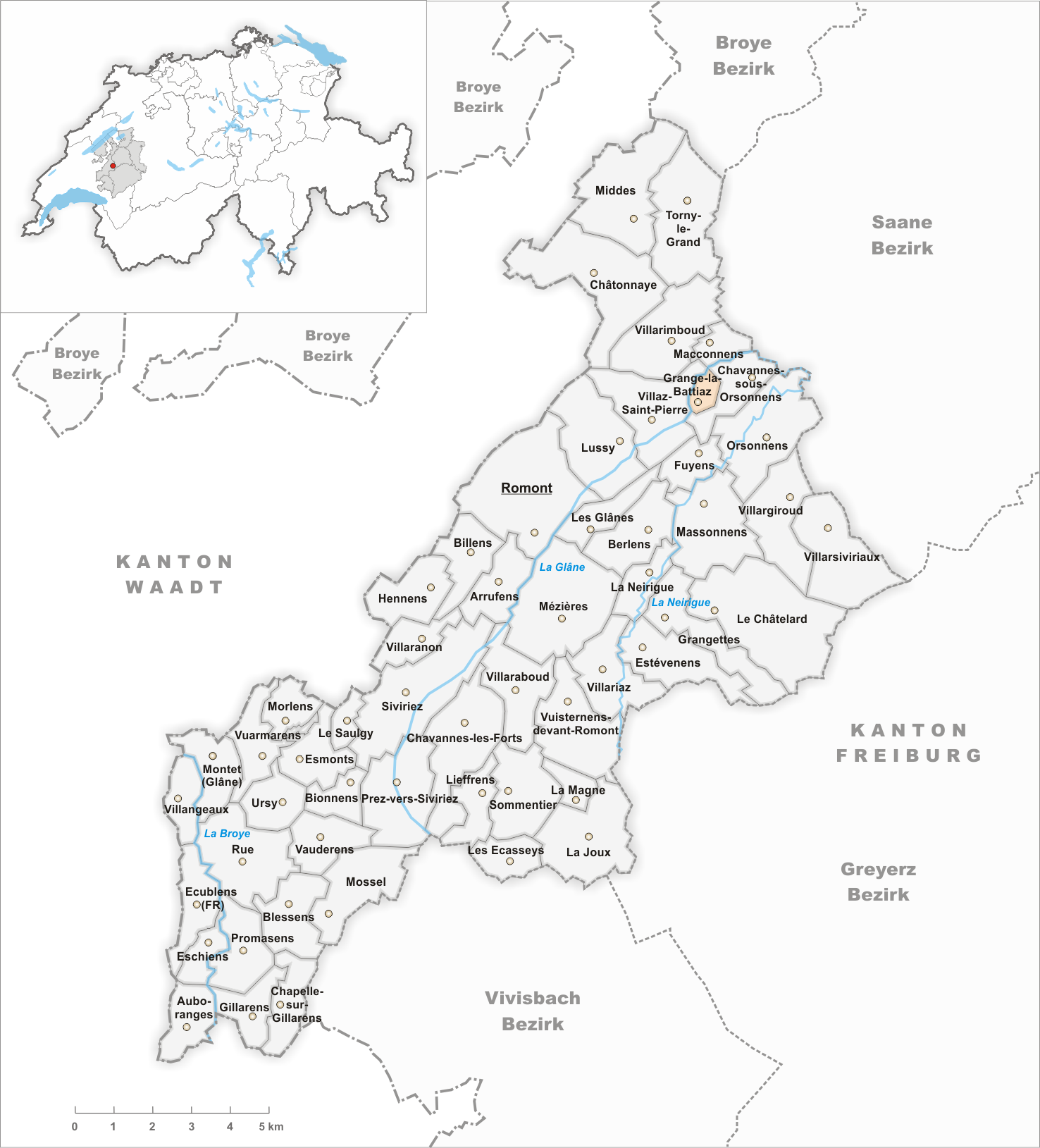
Gemeindestand vor der Fusion am 1. Januar 1866

Grange-la-Battiaz war eine selbstständige politische Gemeinde im Kanton Freiburg, im Bezirk Glane in der Schweiz. 1866 fusionierte Grange-la-Battiaz mit der Gemeinde Chavannes-sous-Orsonnens.

## Bevölkerung
Einwohnerzahlen: Volkszählungsdaten, 1866 Historisches Lexikon der Schweiz